# Nowa Wieś Ełcka
Nowa Wieś Ełcka (niem. Neuendorf) – wieś w Polsce położona w województwie warmińsko-mazurskim, w powiecie ełckim, w gminie Ełk, nad rzeką Ełk.
Do 1954 roku miejscowość była siedzibą władz gminy Nowa Wieś Ełcka. W latach 1975–1998 miejscowość administracyjnie należała do ówczesnego województwa suwalskiego.
We wsi znajdują się gimnazjum im. Jana Bytnara, szkoła podstawowa oraz kościół parafialny.
Kościół jest siedzibą rzymskokatolickiej parafii św. Józefa Rzemieślnika, należącej do dekanatu Ełk, diecezji ełckiej.
W pobliżu znajduje się Mączna Góra (niem. Monken Berg, pol. również Góra Stróż, Sztroc; 188 m n.p.m.) z rozległą panoramą (widok na Ełk, Grajewo i Szeską Górę).
We wsi nad rzeką znajdują się młyn pochodzący z końca XIX wieku oraz park podworski.